# Србија на Светском првенству у атлетици на отвореном 2007.
Србија је на 11. Светском првенству у атлетици на отвореном 2007. одржаном у Осаки од 25. до 2. септембра учествовала први пут под овим именом, са 7 спортиста (5 мушкараца и 2 жене), који су се такмичили у 6 атлетских дисциплина.
У свом дебију представници Србије нису освојили ниједну медаљу нити су имали такмичара који се пласирао међу 8 првопласираних.
Најбољи резултат постигла је Марина Мунћан, која је у полуфиналу трке на 1.500 м поставила нови национални рекорд резултатом 4:08,02. 	

## Учесници
| Мушкарци: - Предраг Филиповић, АК Власотинце — 20 км ходање - Ненад Филиповић, АК Ниш — 50 км ходање - Драгутин Топић, АК Војводина — Скок увис - Драган Перић, АК Партизан — Бацање кугле - Милан Јотановић,АК Партизан — Бацање кугле | Жене: - Марина Мунћан, АК Динамо Панчево — 1.500 м - Драгана Томашевић, АК Сирмијум — Бацање диска |  |

## Резултати

### Мушкарци
| Атлетичар         | Дисциплина   | Лични рек. | Квалификације  | Квалификације  | Финале           | Финале       | Детаљи |
| Атлетичар         | Дисциплина   | Лични рек. | Резултат       | Место          | Резултат         | Место        | Детаљи |
| ----------------- | ------------ | ---------- | -------------- | -------------- | ---------------- | ------------ | ------ |
| Предраг Филиповић | 20 км ходање | 1:21,50 НР |                |                | 1:35:51          | 32/32 (42)   |        |
| Ненад Филиповић   | 50 км ходање | 4:02,16    | 4:12:11        | 23 / 31 (54)   |                  |              |        |
| Драгутин Топић    | Скок увис    | 2,38 НР    | 2,19           | 14 у гр. Б     | Није се пласирао | 31 / 38 (39) |        |
| Милан Јотановић   | Бацање кугле | 20,17      | 18,57          | 14 у гр. Б     | Није се пласирао | 28 / 35 (40) |        |
| Драган Перић      | Бацање кугле | 21,77 НР   | Није стартовао | Није стартовао | БП               | БП           |        |

### Жене
| Атлетичарка       | Дисциплина   | Лични рек. | Група    | Група      | Полуфинале | Полуфинале | Финале            | Финале       | Детаљи |
| Атлетичарка       | Дисциплина   | Лични рек. | Резултат | Место      | Резултат   | Место      | Резултат          | Место        | Детаљи |
| ----------------- | ------------ | ---------- | -------- | ---------- | ---------- | ---------- | ----------------- | ------------ | ------ |
| Марина Мунћан     | 1.500 м      | 4:11,23    | 4:11,24  | 7 у гр. 3  | 4:08,02 НР | 7 у пф.2   | Није се пласирала | 10 / 35 (38) |        |
| Драгана Томашевић | Бацање диска | 63,63 НР   | 57,96    | 12 у гр. А |            |            | Није се пласирала | 20 / 28      |        |

## Нови националнни рекорди
| Дисцилина | Нови рекорд | Атлетича/ка   | Датум, Место           | Стари рекорд | Атлетича/ка    | Датум, Место             |
| --------- | ----------- | ------------- | ---------------------- | ------------ | -------------- | ------------------------ |
| 1.500 м   | 4:08,02     | Марина Мунћан | 31. август 2007. Осака | 4:08,12      | Снежана Пајкић | 1. септембар 1990. Сплит |